# Colt Mustang XSP
Colt Mustang XSP легкий кишеньковий пістолет одинарної дії під набій .380 ACP, виробництва Colt's Manufacturing Company. Ця модель була представлена в 2013 році with an updated polymer frame version, of the Mustang Pocketlite.

## Історія
В 2013 році компанія Кольт представила пістолет Mustang XSP, оновлену конструкцію на новій полімерній рамі. Пістолет Colt Mustang XSP калібру 9х17 мм відрізняється насамперед мінімальною масою - всього 340 г., що позитивно позначається при повсякденному носінні, але при цьому легка зброя калібру 9-мм завжди має досить сильну віддачу.

## Конструкція
Автоматика пістолета працює з використанням віддачі вільного затвора. Ударно-спусковий механізм куркового типу, одинарної дії. Пістолет Colt Mustang XSP має двосторонній прапорцевий запобіжник, великий важіль затримки затвора. Пістолет має нерегульовану мушку і регульований цілик типу "ластівчин хвіст" з можливістю внесення поправок по горизонталі. На бічних гранях кожуха-затвора Colt Mustang XSP виконана велика скошена насічка. Все це зроблено для зручності в поводженні зі зброєю. Також велика насічка є на задній і передній поверхнях руків'я, а в основі спусковий скоби зроблена виїмка під середній палець. Сама спускова скоба Colt Mustang XSP прямокутної форми і має передній виступ для накладення вказівного пальця підтримуючої руки при дворучному хваті. В основі спускової скоби знаходиться кнопка засувки магазина, в спеціальній виїмці. Спусковий гачок хитного типу, курок має невелику круглу головку. У передній частині рами розташовані пази для кріплення тактичного ліхтаря або лазерного цілевказівника.